# 杜康潤
杜康 潤（とこう じゅん、11月2日 - ）は、日本の漫画家。女性。
2007年に『ウンポコ』（新書館）で開始した『坊主DAYS』で連載デビュー。2021年3月現在、『まんがホーム』（芳文社）誌上において『孔明のヨメ。』を連載中。
自画像は眼鏡を架けた直立二足歩行する日本犬。

## 来歴
臨済宗寺院に3人きょうだいの末子として生まれ、7歳年上の姉と生家の住職を務める5歳年上の兄がいる。学生時代よりの同人活動を通じて三国志好きが高じ、諸葛亮の南征に関する遺跡を巡りやすいようにと1年近く中国雲南省昆明市に留学したことがある。
荒川弘とはコーエーの歴史系投稿雑誌時代からの友人で、『鋼の錬金術師』、『獣神演武 -HERO TALES-』ではアシスタントを務めた。また、共著も行なっており、荒川のエッセイ漫画『百姓貴族』にも眼鏡を架けた直立二足歩行する日本犬として登場する。

## 作品リスト
- 『坊主DAYSシリーズ』新書館〈ウィングス・コミックス・デラックス〉全2巻
  1. 『坊主DAYS』（『ウンポコ』2007年 - 2009年、『ウィングス』2009年）2009年12月25日初版発行（2009年12月8日発売[4]）、ISBN 978-4-403-67086-2
  2. 『坊主DAYS2 お寺とみんなの毎日』（『ウェブマガジン ウィングス』2010年 - 2011年）2011年6月10日初版発行（2011年5月26日発売[5]）、ISBN 978-4-403-67106-7
- 『ことばのたまてばこ』TOKOTOKO編集部（『北京TOKOTOKO』2008年 - 2010年）
- 『今日も上天気』禅文化研究所（『禅文化』2010年）
- 『孔明のヨメ。』芳文社〈まんがタイムコミックス〉既刊17巻（『まんがホーム』2010年 - 連載中）
- 『杜康潤のトコトコ三国志紀行』スクウェア・エニックス〈ガンガンコミックスONLINE〉単巻（『ガンガン戦-IXA-』2010年、『ガンガンONLINE』2011年 - 2012年）
  - 2012年6月22日初版発行（同日発売）、ISBN 978-4-7575-3629-6
- 『中国トツゲキ見聞禄』新書館〈ウィングス・コミックス・デラックス〉全2巻（『ウェブマガジン ウィングス』→『ウンポコweb』2011年 - ）
  1. 2013年3月25日初版発行（2013年3月6日発売[6]）、ISBN 978-4-403-67136-4
  2. 2014年9月10日初版発行（2014年8月23日発売[7]）、ISBN 978-4-403-67160-9 ※「孔明たずねて20000キロ」の副題が付き、ロゴ上は「中国トツゲキ見聞禄2」の表記よりもずっと大きい。
- 『江河の如く 孫子物語』KADOKAWA/中経出版（『ComicWalker』内『キトラ』2014年 - 2015年）〈書籍扱い〉単巻
2015年9月5日初版発行（2015年9月7日発売）、ISBN 978-4-04-600536-6
- 『梨花の下で 李白・杜甫物語』KADOKAWA/中経出版（『ComicWalker』内『キトラ』2016年 - 2018年）
2018年7月26日初版発行（同日発売）、ISBN 978-4-04-601661-4

### 共著
- 『三国志魂（スピリッツ）』コーエーテクモゲームス 上下巻（書き下ろし、共著者：荒川弘[注釈 1]）
上. 2012年4月5日初版発行（2012年3月28日発売）、ISBN 978-4-7758-0820-7
下. 2012年4月5日初版発行（2012年3月28日発売）、ISBN 978-4-7758-0821-4
  - 『三国志魂 ワイド版』 2016年2月7日初版発行（2016年1月30日発売）、ISBN 978-4-7758-0968-6

### アンソロジー参加
- 『幕末人物エッセイコミック 幕末魂!』新書館 2010年1月10日初版発行（2009年12月24日発売）、ISBN 978-4-403-67088-6
  - 「幕末豪快偉人伝 すごいよ!勝先生 〜勝海舟〜」を執筆

## 関連人物

### 師匠
- 荒川弘（エッセイ作中などで、杜康からは「大将」と呼ばれている）